# Albe (Fluss)
Die Albe ist ein Fluss in Frankreich, der im Département Moselle in der Region Grand Est verläuft. Sie entspringt im Gemeindegebiet von Rodalbe, entwässert generell in nordöstlicher Richtung und mündet nach gut 33 Kilometern knapp nördlich von Sarralbe als linker Nebenfluss in die Saar.

## Name
Im Jahr 712 wird der Fluss in den Urkunden des Klosters Weißenburg als Abelica, Eblica und Ablica bezeichnet. Der Name leitet sich vom keltischen Wort *Ablika ab. Hier liegt entweder idg. *ab- „Wasser“ oder kelt. *abl- „Apfel“ zugrunde.

## Geographie

### Verlauf
Die Albe folgt in ihrem Lauf mehreren Gemeindegrenzen: Bermering und Virming liegen auf der linken, Bénestroff und Neufvillage auf der rechten Seite. Nachdem sie das Gemeindegebiet von Francaltroff durchquert hat, folgt ihrem Tal ab Léning die stillgelegte Eisenbahnstrecke Bénestroff–Sarralbe. Es folgen Nelling auf der linken und Insming auf der rechten Seite. Hier bildet sie kurzzeitig auch die nördliche Grenze des Regionalen Naturparks Lothringen. Sie nimmt links den Buschbach auf und passiert die Orte Kappelkinger und Le Val-de-Guéblange. Zwischen Le Val-de-Guéblange und Sarralbe nimmt sie links den Mutterbach und rechts die Rode auf. Bei Sarralbe wird sie vom Saarkanal überquert und mündet gegenüber dem Ortsteil Salzbronn auf 210 Meter Höhe über dem Meeresspiegel in die Saar.

### Einzugsgebiet
Das Einzugsgebiet des Zorns ist 409,8 km² groß und besteht zu 73,26 % aus landwirtschaftliches Gebiet, zu 19,48 % aus Waldflächen, zu 1,76 aus Gewässeroberflächen und zu 5,51 % aus bebauten Flächen.

### Zuflüsse
Reihenfolge in Fließrichtung:
- Ruisseau Harcheidraben (links), 3,1 km
- Ruisseau des Etangs Benestroff (rechts), 6,2 km
- Ruisseau le Lenzbronn (Lenzbronnerbach) (links), 9,0 km
- Ruisseau le Brouch (Ruisseau le Brouque) (rechts), 5,4
- Ruisseau le Petit Brouch (rechts), 2,0 km[7]
- Ruisseau du Dahl (rechts), 3,2 km[7]
- Le Britgraben (links)
- Suessmattegraben (links)
- Ruisseau le Matzengraben (links), 4,9 km
- La Zelle (Buschbach) (links) 15,3 km, 48,1 km², 0.395 m³/s
- Lempichgraben (links)
- Rohrgraben (rechts)
- Mutterbach (Ruisseau de Moderbach) (links), 21,8 km, 89,5 km², 0,79 m³/s
- La Rose (Ruisseau la Rode) (rechts), 24,8 km, 127,1 km², 1,24 m³/s

### Orte am Fluss
Reihenfolge in Fließrichtung:
- Rodalbe (Rodalben)
- Neufvillage (Neudörfel)
- Léning (Leiningen)
- Réning (Reiningen)
- Nelling (Nellingen)
- Insming (Insmingen)
- Kappelkinger
- Le Val-de-Guéblange
- Sarralbe (Saaralben)

## Hydrologie
An der Mündung in die Saar beträgt die mittlere Abflussmenge (MQ) 3,7 m³/s; das Einzugsgebiet umfasst hier 409,8 km².
In Sarralbe wurde über einen Zeitraum von 52 Jahren (1967–2018) die durchschnittliche jährliche Abflussmenge der Albe berechnet. Das Einzugsgebiet entspricht an dieser Stelle etwa 409 km², damit fast 100 % des vollständigen Einzugsgebietes des Flusses.
Die Abflussmenge der Albe, mit dem Jahresdurchschnittwert von 4,08 m³/s, schwankt im Laufe des Jahres recht stark. Die höchsten Wasserstände werden in den Wintermonaten Dezember bis Februar gemessen. Ihren Höchststand erreicht die Abflussmenge mit 8,7 m³/s im Februar. Von März an geht die Schüttung Monat für Monat stark zurück und erreicht ihren niedrigsten Stand im August mit 0,8 m³/s, um danach wieder von Monat zu Monat anzusteigen.
Der  monatliche mittlere Abfluss (MQ) der Albe in m³/s, gemessen  an der hydrologischen Station L'Albe à Sarralbe [Eich] 
Daten aus den Werten der Jahre 1967 – 2018 berechnet